# Vassi (Fluss)
Vassi ist ein Fluss auf Anjouan, einer Insel der Komoren in der Straße von Mosambik.

## Geographie
Der Fluss entspringt oberhalb von Vassi am Hang des Paharoni-Kammes im Westen von Anjouan. Einer seiner Quellbäche heißt Mbérina. Er verläuft in einer steilen Schlucht nach Süden und mündet bei Vassy bald in die Straße von Mosambik.
Östlich schließt sich das Einzugsgebiet des Padzani an und westlich das Einzugsgebiet des Hamaré bei Hadongo.